# Silverton (Oregón)
Silverton es una ciudad ubicada en el condado de Marion en el estado estadounidense de Oregón. En el año 2000 tenía una población de 7,414 habitantes y una densidad poblacional de 1,048.6 personas por km².

## Geografía
Silverton se encuentra ubicada en las coordenadas 45°0′24″N 122°46′57″O / 45.00667, -122.78250.

## Demografía
Según la Oficina del Censo en 2000 los ingresos medios por hogar en la localidad eran de $38,429 y los ingresos medios por familia eran $46,196. Los hombres tenían unos ingresos medios de $34,707 frente a los $24,479 para las mujeres. La renta per cápita para la localidad era de $18,062. Alrededor del 13% de la población estaban por debajo del umbral de pobreza.